# اختراع الدارة المتكاملة
اختُرعت شريحة الدارة المتكاملة (آي سي) خلال فترة 1958-1959. وُلدت فكرة دمج الدارات الإلكترونية في جهاز واحد عندما طور وحصل الفيزيائي والمهندس الألماني فيرنر جاكوبي على براءة اختراع أول مضخم ترانزستور متكامل معياري في عام 1949، واقترح المهندس الإذاعي البريطاني جيفري دومر دمج مجموعة متنوعة من المكونات الإلكترونية القياسية في بلورات أشباه موصلات متجانسة في عام 1952. قدم هارويك جونسون بعد عام، براءة اختراع لنموذج دارة متكاملة (آي سي). اقترح كلٌ من سيدني دارلينغتون وياسورو تاروي (من المختبر الكهروتقني) بين عامي 1953 و1957، تصميمات مماثلة للشرائح حيث يمكن للعديد من الترانزستورات أن تتشارك في منطقة نشطة مشتركة، ولكن لم يكن هناك عزل كهربائي لفصلها عن بعضها البعض.
لم يكن من الممكن تنفيذ هذه الأفكار من الناحية الصناعية، حتى حدث تقدم في أواخر عام 1958. حل ثلاثة أشخاص من ثلاث شركات أمريكية، ثلاث مشاكل أساسية أعاقت إنتاج الدارات المتكاملة. حصل جاك كيلبي من شركة تكساس إنسترومنتس على براءة اختراع لمبدأ التكامل، وأنشأ أول نموذج دارة متكاملة (آي سي) وسوّقها. كان اختراع كيلبي عبارة عن دارة متكاملة هجينة (آي سي هجينة)، بدلاً من شريحة دارة متكاملة متجانسة (آي سي متجانسة). طور كورت ليهوفيك من شركة سبراغ إليكتريك بين أواخر عام 1958 وأوائل عام 1959، طريقة لفصل المكونات كهربائيًا في بلورات أشباه موصلات، باستخدام فصل الوصلة بّي-إن.
اخترع روبرت نويس من شركة فيرتشايلد سيميكوندكتر أول شريحة آي سي متجانسة. اخترع طريقة لربط مكونات آي سي (معدنة الألمنيوم) واقترح نسخة محسنة من العزل استنادًا إلى تقنية السيرورة المستوية التي طورها جين هورني. في المقابل، كان أساس السيرورة المستوية لهورني هو التخميل السطحي وطرق الأكسدة الحرارية التي طورها محمد عطا الله في مختبرات بِل خلال أواخر خمسينيات القرن العشرين. أنشأت مجموعة جاي لاست في شركة فيرتشايلد سيميكوندكتر أول أشباه موصلات تشغيلية في 27 سبتمبر 1960، باستخدام أفكار نويس وهورني. بدأت شركة تكساس إنسترومنتس، التي كانت تحمل براءة اختراع كيلبي، صراع براءات الاختراع، والتي جرت تسويتها في عام 1966 بموجب اتفاقية الترخيص المتبادل.
لا يوجد توافق في الآراء بشأن من اخترع الدارة المتكاملة (آي سي). حددت الصحافة الأمريكية في ستينيات القرن العشرين أربعة أشخاص: كيلبي وليهوفيك ونويس وهورني؛ اختُصرت القائمة في سبعينيات القرن العشرين، إلى كيلبي ونويس. حصل كيلبي على جائزة نوبل في الفيزياء لعام 2000 «لدوره في اختراع الدارة المتكاملة». في الألفينيات من القرن العشرين، أعاد المؤرخون ليزلي برلين وبو لوجيك وأرجون ساكسينا فكرة تعدد مخترعي الدارة المتكاملة ونقحوا مساهمة كيلبي. تستند شريحة آي سي الحديثة إلى نويس آي سي المتجانسة، بدلاً من كيلبي آي سي الهجينة.
النوع الأكثر استخدامًا على نطاق واسع من شرائح آي سي هو دارة موس المتكاملة (موس آي سي)، والتي تعتمد على تقنية موسفت (ترانزستور موس) التي ابتكرها محمد عطا الله وداون كانغ في مختبرات بِل في عام 1959. اقتُرح مفهوم موس آي سي لأول مرة من قبل عطا الله في عام 1960، ثم صُنعت أول شريحة موس آي سي التجريبية من قبل فريد هيمان وستيفن هوفستين في شركة راديو أمريكا (آر سي إيه) في عام 1962.

## أول دارات متكاملة متجانسة
شكل نويس في شركة فيرتشايلد، في أغسطس 1959، مجموعة لتطوير دارات متكاملة. أُنتجت هذه المجموعة بقيادة جاي لاست، في 26 مايو 1960، أول دارة متكاملة مستوية. لم يكن هذا النموذج الأولي متجانسًا - عُزل زوجين من الترانزستورات عن طريق قطع ثلم على الشريحة، وفقًا لبراءة اختراع لاست. كررت مراحل الإنتاج الأولية السيرورة المستوية التابعة لهورني. ثم لُصقت البلورة بسماكة 80 ميكرون، ووُجهت للأسفل، إلى الركيزة الزجاجية، وأُجريت الطباعة الضوئية الإضافية على السطح الخلفي. أدى الخرط العميق إلى إحداث ثلم لأسفل السطح الأمامي. ثم جرت تغطية السطح الخلفي بإيبوكسي الراتنجات، وفُصلت الشريحة عن الركيزة الزجاجية.
في أغسطس 1960، بدأ لاست في العمل على النموذج المبدئي الثاني، باستخدام العزل بواسطة وصلة بّي-إن التي اقترحها نويس. طور روبرت نورمان دارة مشغل مكونة من أربعة ترانزستورات وخمسة مقاومات، بينما طور إيسي هاس وليونيل كاتنر عملية انتشار البورون لتشكيل المناطق العازلة. اختُبر أول جهاز تشغيلي في 27 سبتمبر 1960 - وكانت هذه أول دارة متكاملة مستوية ومتجانسة.
لم تدرك شركة فيرتشايلد سيميكوندكتر أهمية هذا العمل. يعتقد نائب رئيس التسويق أن لاست كان مضيعة لموارد الشركة وأنه يجب إنهاء المشروع. في يناير عام 1961،غادر لاست، وهورني وزملاؤهم كلينر وروبيرتس من «الخائنين الثمانية»، فيرتشايلد وتوجهوا إلى أميلكو. غادر ديفيد أليسون وليونيل كاتنر وبعض التقنيين الآخرين، فيرتشايلد لتأسيس منافس مباشر، وهو شركة سيغنتكس.
على الرغم من رحيل كبار العلماء والمهندسين، أعلنت شركة فيرتشايلد في مارس 1961 عن أول سلسلة تجارية خاصة بها باسم «مايكرولوجك»، ثم قضت عامًا في تصنيع عائلة من الدارات المتكاملة المنطقية. وبحلول ذلك الوقت، أنتج منافسيهم بالفعل الدارات المتكاملة. تخلت شركة تكساس إنسترومنتس عن تصاميم كيلبي للدارات المتكاملة واستلمت عقد لسلسلة من الدارات المتكاملة المستوية للأقمار الصناعية الفضائية، ثم لصواريخ إل جي إم 30 منتمان البالستية. بينما صُممت أجهزة الدارات المتكاملة لأجهزة الكمبيوتر المحمولة على متن مركبة الفضاء أبولو بواسطة شركة فيرتشايلد، أُنتج معظمها بواسطة رايثيون وفيلكو فورد. احتوى كل جهاز من هذه الحواسيب على حوالي 5000 دارة متكاملة منطقية معيارية، وخلال تصنيعها، انخفض سعر الدارة المتكاملة من 1000 دولار أمريكي إلى 20-30 دولار أمريكي. وبهذه الطريقة، مهدت ناسا والبنتاغون الطريق أمام سوق الدارات المتكاملة (آي سي) غير العسكرية.
كان منطق المقاومة - الترانزستور للدارات المتكاملة الأولية من قبل فيرتشايلد وتكساس إنسترومنتس عرضة للتدخل الكهرومغناطيسي، وبالتالي في عام 1964 استبدلته كلا الشركتين بمنطق ديود – ترانزستور. أعادت شركة سيغنتكس إصدار عائلة يوتيلوجك لمنطق ديود - ترانزستور في عام 1962، لكنها تراجعت خلف شركة فيرتشايلد وتكساس إنسترومنتس مع التوسع في الإنتاج. كانت شركة فيرتشايلد هي الشركة الرائدة في عدد أجهزة الدارات المتكاملة التي بيعَت في 1961-1965، لكن شركة تكساس إنسترومنتس كانت في المقدمة في الإيرادات: 32 ٪ من سوق الدارات المتكاملة في عام 1964 مقارنةً بـ 18 ٪ لشركة فيرتشايلد.
أُنشأت الدارات المتكاملة المنطقية المذكورة أعلاه من مكونات معيارية، مع تحديد الأحجام والتكوينات من خلال المعالجة التقنية، وكانت جميع الثنائيات والترانزستورات في دارة متكاملة واحدة من نفس النوع. اقترح توم لونغ من سيلفانيا في 1961-1962، استخدام أنواع الترانزستور المختلفة. في أواخر عام 1962، أطلقت سيلفانيا أول عائلة من الدارات المتكاملة لمنطق ترانزستور - ترانزستور (تي تي إل)، والتي حصدت نجاحًا تجاريًا. حقق بوب ويدلر من فيرتشايلد تقدمًا مماثلًا في 1964-1965 في مجال الدارات المتكاملة التماثلية (مضخمات تشغيلية).